# LP1 (album de Liam Payne)
LP1 est le premier et dernier album en solo du chanteur anglais Liam Payne. L'album est sorti le 6 décembre 2019 sous le label de Capitol Records. Le premier single de l'album est Strip That Down sorti le 19 mai 2016. 

## Contexte
En septembre 2019, après la sortie du single Stack it up, MTV annonce que Liam Payne a passé beaucoup de temps en studio. Le même mois, le chanteur révèle lors de l'émission de radio australienne Nova 96.9 que son album est fini et qu'il en est fier. 
Le 18 octobre 2019, Payne annonce que son album sort le 6 décembre 2019 et qu'il s'intitule LP1.

## Liste des chansons
| LP1 — Édition standard | LP1 — Édition standard     | LP1 — Édition standard | LP1 — Édition standard                 | LP1 — Édition standard | LP1 — Édition standard | LP1 — Édition standard | LP1 — Édition standard | LP1 — Édition standard | LP1 — Édition standard |
| No                     | Titre                      | Auteur | Producteur(s)                          | Durée                  |                        |                        |                        |                        |                        |
| ---------------------- | -------------------------- | --- | -------------------------------------- | ---------------------- | ---------------------- | ---------------------- | ---------------------- | ---------------------- | ---------------------- |
| 1.                     | Stack It Up                | Edward Sheeran, Julius Dubose, Steve McCutcheon, Frederik Gibson | Steve Mac, Gibson                      | 2:45                   |                        |                        |                        |                        |                        |
| 2.                     | Remember                   | James Abrahart, Jonathan Price, Stefan Johnson, Jordan Johnson, Marcus Lomax, Oliver Peterhof | The Monsters and the Strangerz, German | 3:09                   |                        |                        |                        |                        |                        |
| 3.                     | Heart Meet Break           | Jake Torrey, Michael Matosic, Joseph Spargur | Jake Torrey                            | 1:56                   |                        |                        |                        |                        |                        |
| 4.                     | Hips Don't Lie             | S. Johnson, J. Johnson, Lomax, Alexander Izquerdio, Peterhof | The Monsters and the Strangerz         | 3:28                   |                        |                        |                        |                        |                        |
| 5.                     | Tell Your Friends          | David Brown, Dylan Bauld, Samuel Watters | Lucky Daye, Sam Watters                | 3:15                   |                        |                        |                        |                        |                        |
| 6.                     | Say It All                 | Liam Payne, Ryan Tedder, Sandy Wilhelm, Mikkel Eriksen, Tor Hermansen | Tedder, Stargate                       | 3:27                   |                        |                        |                        |                        |                        |
| 7.                     | Rude Hours                 | James Duval, Rudolph Huggins, Daniel Schofield | James Duval, DannyBoyStyles            | 3:55                   |                        |                        |                        |                        |                        |
| 8.                     | Live Forever               | Samuel Preston, Evan Kidd Bogart, Sylvester "Sly" Sivertsen | Cheat Codes, Evan BogartSly            | 2:54                   |                        |                        |                        |                        |                        |
| 9.                     | Weekend                    | Payne, Aaron Zuckerman, Simon Wilcox, Nolan Lambroza, Shaun Frank | Shaun Frank, Sir Nolan                 | 3:10                   |                        |                        |                        |                        |                        |
| 10.                    | Both Ways                  | Payne, Ruth-Anne Cunningham, Stephanie Jones, Ian Franzino, Andrew Haas | Afterhrs                               | 3:18                   |                        |                        |                        |                        |                        |
| 11.                    | Strip That Down            | Payne, Sheeran, McCutcheon, Orville Burrell, Rickardo Ducent, Shaun Pizzonia, Brian Thompson, Sylvester Allen, Harold Ray Brown, Morris Dickerson, Le Roy Lonnie Jordan, Charles William Miller, Lee Oskar, Howard E. Scott, Quavious Marshall | Mac                                    | 3:22                   |                        |                        |                        |                        |                        |
| 12.                    | For You                    | Alexandra Tamposi, Alexander Payami, Andrew Wotman | Ali Payami, Watt, Peter Karlsson       | 4:02                   |                        |                        |                        |                        |                        |
| 13.                    | Familiar                   | Gamal Lewis, Sean Douglas, Michael Sabath, José Álvaro Osorio Balvin | Mike Sabath                            | 3:14                   |                        |                        |                        |                        |                        |
| 14.                    | Polaroid                   | Guy James Robin, John Paul Cooper, Samuel Romans, Edward Drewett | Jonas Blue                             | 3:08                   |                        |                        |                        |                        |                        |
| 15.                    | Get Low                    | Anton Zaslavski, Charles Hinshaw Jr., Tristan Landymore, Fabienne Holloway | Zedd                                   | 3:23                   |                        |                        |                        |                        |                        |
| 16.                    | Bedroom Floor              | Charles Puth Jr., Jacob Kasher Hindlin, McCutcheon, Ammar Malik, Noel Zancanella, Aaron Jennings | Mac, Ben Rice                          | 3:08                   |                        |                        |                        |                        |                        |
| 17.                    | All I Want (For Christmas) | James Newman, Preston, Philip Cook | Phil Cook                              | 3:01                   |                        |                        |                        |                        |                        |
| 54:35                  |                            | |                                        |                        |                        |                        |                        |                        |                        |